# Shiramine (Ishikawa)
Shiramine (jap. 白峰村, -mura, wörtlich: „Weißgipfel“) ist ein Dorf in der japanischen Präfektur Ishikawa. Seit 2005 ist es administrativ der Stadt Hakusan zugehörig.

## Geographie
Landschaftsbestimmend sind der Vulkan Haku-san und der Fluss Tedori, der auf dem Gebiet der Ortschaft mit der Tedorigawa-Talsperre gestaut wird.

## Geschichte
Shiramine entstand 1889 aus dem Zusammenschluss der Weiler Ushikubi (牛首村, Ushikubi-mura) und Kuwashima (jap. 桑島村, Kuwashima-mura).
Im Jahr 1924 wurde die Straße zwischen Kanazawa und Shiramine für Autos befahrbar gemacht.
Bei einer Hochwasserkatastrophe im Jahr 1934 wurden die am Fluss Tedori gelegenen Nachbardörfer Ichinose (市ノ瀬) und Akaiwa (赤岩) zerstört. Ein Besucherzentrum in Shiramine erinnert an das Ereignis.
Als 1949 die Straße nach Katsuyama befahrbar gemacht wurde, begann die örtliche Köhlerei-Wirtschaft zu florieren. Der bis dahin zum Landkreis Nomi gehörige Ort gelangte im Zuge einer Gebietsreform an den Landkreis Ishikawa.
Mit dem Beginn der Arbeiten am Tedorigawa-Talsperre wurde der Ortsteil Kuwashima aufgegeben; der Großteil der Einwohner zog nach Tsurugi um, das heute ebenfalls zur Stadt Hakusan gehört.
Am 1. Februar 2005 schloss sich das Dorf mit einigen anderen Ortschaften des Kreises sowie der Shi (Stadt) Mattō der Shi Hakusan an und gab damit seine Eigenständigkeit als Gebietskörperschaft auf. Im Vorfeld wurde am 16. Januar die „Dorfschließungs-Zeremonie“ (jap. 閉村式, heison-shiki) abgehalten.

## Kultur
Im Ort wird ein eigener Dialekt gesprochen, Shiramine-ben (白峰弁) oder Jige-ben (ジゲ弁) genannt.

## Tourismus
Begünstigt durch den Schneereichtum der Region wurde das Dorf mit dem Hakusan Shiramine Ski Resort zu einem Wintersport- und Onsengebiet entwickelt. Seit 1990 findet im Februar das „Schneemann-Fest“ (雪だるま祭り, yukidaruma matsuri) statt.
Auch als Sommerfrische zieht der im Hakusan-Nationalpark gelegene Ort Touristen an, die hier Wander- und Klettertouren auf den Hakusan sowie Reitausflüge in die nähere Umgebung unternehmen. Zudem ist der Ort ein beliebtes Ziel für Fossilsammler. Besonders an der Fossilwand von Kuwashima sind Skelettreste von Dinosauriern und Versteinerungen häufig; auch ein Dinoasaurierpark erwartet die Touristen inzwischen. Im Juli veranstaltet man das „Haku-san-Fest“ zum Andenken an den buddhistischen Mönch Taichō, der im frühen 8. Jahrhundert die Bergwelt um den Haku-san erschlossen haben soll.

## Städtepartnerschaften
- Raunheim, Deutschland – seit 14. Mai 1997